# Van der Stegen

Wapen van de familie van der Stegen

Van der Stegen (ook: van der Stegen de Putte en: van der Stegen de Schrieck) is een van oorsprong Noord-Nederlands geslacht, waarvan leden sinds 1816 tot de Belgische adel behoren.

## Geschiedenis
De familie heeft zijn wortels in de Noordelijke Nederlanden en bekleedde daar de ambten van burgemeester van Den Bosch en drossaard van Brabant. Om religieuze redenen vestigden leden van het geslacht zich na de opstand aan het eind van de 16e eeuw in de Zuidelijke Nederlanden. In 1685 verhief koning Karel II Jean Adolphe van der Stegen, drossaard van Brabant, tot graaf, overdraagbaar bij eerstgeboorte.
Zijn zoon was Philippe van der Stegen (1726-1799), laatste baron van Putte, die trouwde met Marie-Françoise de Gruutere (1733-1771). Ze hadden twee zoons:
- Gaspar van der Stegen (1763-1803), getrouwd met Marie-Thérèse de Donquers, die zelf overleden was bij de heroprichting van de adel, maar de stamvader was van de geadelde leden van der Stegen de Putte.
- Joseph van der Stegen (1768-1828) die de stamvader was van de familie van der Stegen de Schrieck.

Tot deze familie behoorde ook Joseph-François van der Stegen de Putte (1754-1799), die in 1794 burgemeester van Brussel werd, maar vooral bekendheid verwierf als natuurwetenschapper.

## Philippe van der Stegen de Putte
- Philippe Marie Henri van der Stegen de Putte (Zaventem, 27 mei 1794 - Bousval, 28 september 1873), zoon van Gaspar (voornoemd), werd in 1823 erkend in de erfelijke adel met de titel graaf, overdraagbaar bij eerstgeboorte. Hij nam deel aan de napoleontische oorlogen en kreeg de Medaille van Sinte-Helena. Tijdens de Belgische Revolutie van 1830 was hij kolonel van de Burgerwacht in Brussel. Hij trouwde in 1822 met Livine de Villegas de Clercamp (1799-1842). Hij hertrouwde in 1842 met Isabelle Theyssens (1804-1863), bij wie hij twee dochters had. In 1865 trouwde hij een derde maal, met Marie-Hyacinthe Goupy de Quabeck (1822-1865), die drie maanden na het huwelijk overleed. Bij gebrek aan mannelijke afstammelingen, doofde deze tak in 1873 uit.
  - Emilie van der Stegen de Putte (1843-1921) trouwde in 1864 met Alfred de Vrière (1840-1917), zoon van minister Aloïs de Vrière.
  - Marie van der Stegen de Putte (1848-1925) trouwde in 1871 met Alexander graaf van Bylandt (1827-1896), luitenant in Oostenrijkse dienst en lid van de familie Van Bylandt.

## De zoons van Leopold van der Stegen de Putte
Philippe van de Putte voornoemd, had een jongere broer, Leopold van der Stegen (1802-1878), die trouwde met Angelique de la Barre (18121899). Hij bekommerde zich niet om het herwinnen van de adellijke status. Na zijn dood deden zijn vier zoons dit wel. 
De oudste was Leopold van der Stegen de Putte (Grimbergen, 18 november 1838 - Schaarbeek, 27 juni 1906), die generaal-majoor werd in het Belgisch leger. Hij verkreeg in 1884 erkenning in de erfelijke adel met de titel graaf, overdraagbaar bij eerstgeboorte. Hij bleef vrijgezel.
Victor Charles Marie Van der Stegen de Putte (Humbeek, 1841 - Elsene, 1907) werd notaris en trouwde met Palmyre Barbé (1843-1882). Ze kregen twee dochters. Hij verkreeg in 1884 erkenning in de erfelijke adel, met de titel graaf, overdraagbaar bij eerstgeboorte. 
Georges Marie Jean van der Stegen de Putte (Humbeek, 1843 - Sint-Gillis, 1926) werd luitenant-kolonel bij de cavalerie. Hij verkreeg in 1884 erkenning in de erfelijke adel, met de titel graaf, overdraagbaar bij eerstgeboorte. Hij trouwde met barones Valentine van Zuylen van Nyevelt (1851-1931), dochter van de diplomaat, baron Frédéric van Zuylen van Nyevelt. Het gezin bleef kinderloos.
Frédéric Marie Adolphe van der Stegen de Putte (Sint-Joost-ten-Node, 1847 - Merendree, 1931) werd luitenant-generaal in het Belgisch leger. Zoals zijn broers verkreeg hij in 1884 erkenning in de erfelijke adel, met de titel graaf, overdraagbaar bij eerstgeboorte. Hij trouwde met Celenia Braeckman (1863-1940), weduwe van Maurice Metdepenninghen. Het echtpaar bleef kinderloos.
Na het overlijden van deze geadelde leden van de familie Van der Stegen de Putte, was deze familietak volledig uitgedoofd. 

## Joseph van der Stegen de Schrieck
- Joseph Constantin Philippe van der Stegen (Leuven, 6 december 1768 - 12 januari 1828) , zoon van Philippe en broer van Gaspar, verkreeg in 1816 erkenning in de erfelijke adel, met de persoonlijke titel graaf en werd benoemd in de Ridderschap van Zuid-Brabant. Hij trouwde in 1793 met Catherine d'Onyn (1766-1842). Hij werd lid van de Provinciale Staten van Zuid-Brabant.
  - Philippe van der Stegen (1796-1874) werd in 1829 verheven tot graaf, titel die in 1871 werd uitgebreid tot al zijn afstammelingen. Hij was lid van de Ridderschap in Antwerpen. Hij trouwde met Fulvie de Longpré (1794-1826) en trad in tweede huwelijk met Justine van der Fosse (1795-1853). Uit het eerste huwelijk sproten drie kinderen en uit het tweede eveneens drie.
    - Emma gravin van der Stegen (1821-1910) trouwde in 1856 met haar neef baron Alexander van Oldeneel tot Oldenzeel (1829-1858), kantonrechter in Breda en lid van de familie Van Oldenneel.
    - Albert van der Stegen (1819-1884), artilleriekapitein, trouwde met Odile de Pret Roose de Calesberg (1830-1907). 
      - Rodolphe van der Stegen de Schrieck (1864-1942) verkreeg in 1887 vergunning om de Schrieck aan zijn naam toe te voegen. Hij trouwde met Marthe Geelhand (1870-1934). Ze kregen twee dochters.

    - Alexandre van der Stegen de Schrieck (1829-1910) mocht in 1887 eveneens de Schrieck aan zijn naam toevoegen. Hij trouwde met Leontine de Wyels (1824-1895). Ze hadden een zoon die ongehuwd bleef.
    - Eugène van der Stegen de Schrieck (1830-1907) werd senator en voorzitter van de provincieraad van Namen. Hij mocht eveneens de Schrieck aan de familienaam toevoegen. Hij trouwde met Emerence de Cesve (1833-1901), dochter van senator Eugène de Cesve de Rosée, burgemeester van Rosée. Ze hadden drie zoons.
      - Alphonse van der Stegen de Schrieck (1870-1947) trouwde met Jeanne du Pont d'Ahérée (1876-1948).
        - Jean-Marie van der Stegen de Schrieck (1914-2001) trouwde met Gaëtane van der Straten Waillet (° 1930). Ze kregen vijf dochters en een zoon, Joseph (°1965), landbouwingenieur, die ongehuwd bleef.

      - Alexandre van der Stegen de Schrieck (1872-1942) trouwde met barones Georgine Snoy (1881-1955). 
        - Rodolphe van der Stegen de Schrieck (1905-1960) trouwde in 1928 met Elisabeth Peers de Nieuwburgh (1905-1990). Ze namen beiden deel aan het Verzet tijdens de Tweede Wereldoorlog. Ze kregen vier kinderen, maar de volgende generatie lijkt op weg naar uitdoving.
        - Idesbald van der Stegen de Schrieck (1907-1961) trouwde in 1946 met gravin Marie-Thérèse de Renesse (1922-2012), met talrijke nakomelingen.

      - Leon van der Stegen de Schrieck (1875-1934), arrondissementscommissaris in Philippeville, trouwde met gravin Marie-Albertine de Beauffort (1879-1960). Met afstammelingen, tot heden.